# Lista över större vattendrag i Sverige
Artikeln innehåller listor över vattendrag (älvar, strömmar, åar, bäckar, etc.) i Sverige, ordnade efter mäktighet, geografi och alfabetisk ordning. 

## Sveriges tolv mäktigaste flodsystem
Tre vanliga storleksmått på flodsystem är:
- Vattenföring: Tabellen nedan visar Sveriges tolv största vattendrag ordnade efter medelvattenföring vid havsmynningen. Om man istället räknar maximala vattenföringen vid vårfloden så tas de översta sex platserna av norrlandsälvar, med Torneälven i spetsen.[1]
- Avrinningsområde: Arean avser det totala område som avvattnas av flodsystemet. Med detta mått kommer Motala ström (15 480 km2) och Ljungan (12 850 km2) in på 12-i-topp-listan nedan istället för Skellefteälven och Piteälven.[2]
- Längd: Detta räknas normalt från källflöde till mynningen i havet, men det längsta sådana avståndet inbegriper ofta floddelar med annat namn och passage genom sjöar (t.ex. inräknas Trysilelva, Klarälven och Vänern in i längden på Göta älv-systemet). Med detta mått kommer Ljungan (399 km) in på 12-i-topp-listan nedan istället för Norrström+Mälaren+Kolbäcksån.[1]

| Nr | Flodsystemets namn vid mynningen | Vatten- föring (m3/s) | Avrinnings- område (km2) | Längd (km) |
| -- | -------------------------------- | --------------------- | ------------------------ | ---------- |
| 1  | Göta älv/Klarälven               | 565                   | 50 120                   | 731        |
| 2  | Luleälven                        | 506                   | 25 240                   | 457        |
| 3  | Ångermanälven                    | 500                   | 31 860                   | 447        |
| 4  | Indalsälven                      | 455                   | 26 730                   | 426        |
| 5  | Umeälven                         | 443                   | 26 820                   | 449        |
| 6  | Torneälven                       | 388                   | 40 160                   | 513        |
| 7  | Dalälven                         | 348                   | 28 950                   | 541        |
| 8  | Kalixälven                       | 295                   | 18 130                   | 460        |
| 9  | Ljusnan                          | 230                   | 19 830                   | 437        |
| 10 | Piteälven                        | 167                   | 11 285                   | 410        |
| 11 | Skellefteälven                   | 162                   | 11 731                   | 410        |
| 12 | Norrström                        | 160                   | 22 650                   |            |

Avrinningsområdena och längderna ovan inbegriper delar i Finland och Norge. 

### Inre vattendrag
Inre delar av flodsystem kan ibland konkurrera i storlek med de totala systemen. I Sverige kan Vindelälven (biflod till Umeälven), Lilla Luleälven (biflod till Luleälven) och Klarälven (ingår i Göta älvs avrinningsområde) tävla bland de tolv mäktigaste systemen:
| Nr | Namn            | Vatten- föring (m3/s) | Avrinnings- område (km2) | Längd (km) |
| -- | --------------- | --------------------- | ------------------------ | ---------- |
| 1  | Vindelälven     | 190                   | 12 650                   | 453        |
| 2  | Lilla Luleälven | 181                   | 9 800                    | 238        |
| 3  | Klarälven       | 165                   | 11 848                   | 460        |

Avrinningsområdena och längderna ovan inbegriper delar i Norge (t.ex. Trysilelva).

## Geografisk sortering
Följande listor över Sveriges större vattendrag går medurs längs kusten från Bottenviken (vid gränsen mot Finland) till Skagerrak (vid gränsen mot Norge). Underartiklarna inkluderar biflöden. 
- Vattendrag i Sverige som utmynnar i Bottenviken och Kvarken
  - Torne älv
  - Kalix älv
  - Råne älv
  - Lule älv
  - Pite älv
  - Skellefte älv
  - Ume älv

- Vattendrag i Sverige som utmynnar i Bottenhavet och Ålands hav
  - Ångermanälven
  - Indalsälven
  - Ljungan
  - Ljusnan
  - Dalälven

- Vattendrag i Sverige som utmynnar i Östersjön
  - Norrström med Hjälmaren och Mälaren
  - Nyköpingsån
  - Motala ström med Vättern
  - Emån
  - Ljungbyån
  - Ronnebyån
  - Mörrumsån
  - Helge å

- Vattendrag i Sverige som utmynnar i Öresund, Kattegatt och Skagerack
  - Rönne å
  - Lagan
  - Nissan
  - Ätran
  - Viskan
  - Göta älv med Klarälven och Vänern

## Alfabetisk förteckning
- Vattendrag i Sverige A-C
- Vattendrag i Sverige D-F
- Vattendrag i Sverige G-I
- Vattendrag i Sverige J-L
- Vattendrag i Sverige M-O
- Vattendrag i Sverige P-R
- Vattendrag i Sverige: S
- Vattendrag i Sverige T-U
- Vattendrag i Sverige V-Ö